# Campeonato Capixaba Série B
Il Campeonato Capixaba Série B è il secondo e ultimo livello calcistico nello stato dell'Espírito Santo, in Brasile.

## Stagione 2021
- Aster Brasil (Vitória)
- Atlético Itapemirim (Itapemirim)
- Capixaba (Vargem Alta)
- Castelo (Castelo)
- CTE Colatina (Colatina)
- Forte Rio Bananal (Rio Bananal)
- GEL (Serra)
- Nova Venécia (Nova Venécia)
- Porto Vitória (Vitória)
- Sport (Serra)

## Albo d'oro
| Anno | Campione (città)                               | Vice (città)                               |
| ---- | ---------------------------------------------- | ------------------------------------------ |
| 1936 | Centenário (Vitória)                           | Portugal (Vitória)                         |
| 1958 | União (Vitória)                                |                                            |
| 1987 | São Mateus (São Mateus)                        | Santo Antônio (Vitória)                    |
| 1988 | Castelo (Castelo)                              | Muniz Freire (Muniz Freire)                |
| 1989 | Muniz Freire (Muniz Freire)                    | Rio Pardo (Iúna)                           |
| 1990 | Sauassu (Aracruz)                              | Comercial AC (Alegre)                      |
| 1991 | Ipiranga (Afonso Cláudio)                      | Santos (Barra de São Francisco)            |
| 1992 | Nova Venécia (Nova Venécia)                    | Comercial SC (Muqui)                       |
| 1993 | Rio Branco FC (Venda Nova do Imigrante)        | Mariano (Vitória)                          |
| 1994 | Mimosense (Mimoso do Sul)                      | Matheense (São Mateus)                     |
| 1995 | Capixaba (Guaçuí)                              | Canário (Pedro Canário)                    |
| 1996 | Estrela do Norte (Cachoeiro de Itapemirim)     | Capixaba (Guaçuí)                          |
| 1997 | Serra (Serra)                                  | Mimosense (Mimoso do Sul)                  |
| 1998 | São Gabriel (São Gabriel da Palha)             | Nacional (Itaguaçu)                        |
| 1999 | Estrela do Norte (Cachoeiro de Itapemirim)     | Riachuelo (Aracruz)                        |
| 2000 | Cachoeiro (Cachoeiro de Itapemirim)            | Alegrense (Alegre)                         |
| 2001 | Tupy (Vila Velha)                              | Veneciano (Nova Venécia)                   |
| 2002 | CTE Colatina (Colatina)                        | Vitória (Vitória)                          |
| 2003 | Vilavelhense (Vila Velha)                      | Desportiva (Cariacica)                     |
| 2004 | Estrela de Cachoeiro (Cachoeiro de Itapemirim) | Nova Venécia (Nova Venécia)                |
| 2005 | Rio Branco (Vitória)                           | Linhares FC (Linhares)                     |
| 2006 | Colatinense (Colatina)                         | Pinheiros (Pinheiros)                      |
| 2007 | Desportiva (Cariacica)                         | Rio Bananal (Rio Bananal)                  |
| 2008 | São Mateus (São Mateus)                        | GEL (Serra)                                |
| 2009 | Vitória (Vitória)                              | Espírito Santo (Anchieta)                  |
| 2010 | Aracruz (Aracruz)                              | Estrela do Norte (Cachoeiro de Itapemirim) |
| 2011 | Conilon (Jaguaré)                              | Real Noroeste (Águia Branca)               |
| 2012 | Desportiva (Cariacica)                         | Estrela do Norte (Cachoeiro de Itapemirim) |
| 2013 | Colatina SE (Colatina)                         | Castelo (Castelo)                          |
| 2014 | Sport (Domingos Martins)                       | Atlético Itapemirim (Itapemirim)           |
| 2015 | Espírito Santo (Vitória)                       | Doze (Vitória)                             |
| 2016 | Vitória (Vitória)                              | Tupy (Vila Velha)                          |
| 2017 | Serra (Serra)                                  | Rio Branco FC (Venda Nova do Imigrante)    |
| 2018 | Rio Branco (Vitória)                           | Estrela do Norte (Cachoeiro de Itapemirim) |
| 2019 | São Mateus (São Mateus)                        | Linhares FC (Linhares)                     |
| 2020 | Vilavelhense (Vila Velha)                      | Pinheiros (Pinheiros)                      |
| 2021 | Nova Venécia (Nova Venécia)                    | CTE Colatina (Colatina)                    |